# ويليام غيب
ويليام غيب (بالإنجليزية: William Gibb)‏ هو سياسي أسترالي، ولد في 25 يونيو 1882، وتوفي في 8 أغسطس 1952. انتخب عضو المجلس التشريعي نيو ساوث ويلز.